# Nanolinux
NanoLinux
— open source, вільний і дуже маленький дистрибутив Linux, для роботи якою потрібно тільки 14 MB місця на вінчестері, включаючи мініатюрні версії звичайних десктопних програм і кілька ігор. Базується на версії Core дистрибутиву Tiny Core Linux, використовує Busybox, Nano-X замість X.Org, FLTK 1.3.x та суперполегшену версію менеджера вікон SLWM. Включені програми базуються переважно на FLTK. Зареєстрований на DistroWatch.

## Програми, включені до дистрибутиву
Nanolinux включає кілька легких версій програм:
- Dillo браузер з графічним інтерфейсом
- FlWriter текстовий редактор
- Sprsht електронні таблиці (застосунок)
- FLTDJ персональний інформаційний менеджер
- AntiPaint графічний редактор (застосунок)
- Fluff файловий менеджер
- NXterm Емулятор термінала
- Flcalc калькулятор
- FlView переглядач зображень
- Fleditor простий текстовий редактор
- FlChat IRC client
- FlMusic CD player
- FlRadio internet radio
- Mount засіб для монтування дисків, системна статистика, Система керування пакунками.

Дистрибутив також включає кілька ігор, таких як Tuxchess, Checkers, NXeyes, Mastermind, Sudoku та Blocks.
Є підтримка шрифтів TrueType та UTF-8. Nanolinux поставляється як ISO-образи дисків Live CD, інсталяція на USB флеш-накопичувач
та жорсткий диск
є в документації на офіційному Wiki-сайті.

## Системні вимоги
Мінімальні:
Версія Live CD без свапфайлу вимагає 64 MB оперативної пам’яті та 14 MB місця на вінчестері.

## Огляди
- Juan Luis Bermúdez [Архівовано 1 лютого 2014 у Wayback Machine.]
- linceus
- serg666
- Pedro Pinto [Архівовано 18 лютого 2014 у Wayback Machine.]
- Taringa [Архівовано 2 лютого 2014 у Wayback Machine.]

## Відео
- Nanolinux on Youtube [Архівовано 26 червня 2014 у Wayback Machine.]
- Nanolinux on Youtube - іспанською [Архівовано 26 червня 2014 у Wayback Machine.]